# Torre de Sa Porrassa
Torre de Sa Porrassa es una torre defensiva situada en el municipio español de Calviá (Mallorca, la mayor de las Islas Baleares). Es Bien de Interés Cultural desde 1949. Se encuentra localizada en la zona conocida como Torrenova, junto a la localidad de Magaluf.

## Historia
Esta torre es conocida también como la Torre Nueva, Torre de la Punta Villancico o Torre de la Punta de Pascual Martí. Según Bover, esta torre fue ordenada edificar por el Gran y General Consejo en 1595, y se terminaba en 1616; y según el Archiduque fue el 1691. Se tienen noticias de los torreros de 1701, 1708, 1710 y 1712, años en los que se han de efectuar un par de disparos para evitar el acercamiento de varias naves. En 1769 había dos torreros y se situaba a la posesión Sa Porrassa del Marqués de la Romana. En 1793 la torre necesita reparaciones. En 1825 aún conservaba dos cañones de hierro, y en 1867 fue subastada.
La torre de La Porrassa se encuentra situada a unos 40 m. sobre el nivel del mar en la costa de levante de Calviá, entre las torres de Illetes a levante y la de Portals Vells al sur. La zona donde se ubica la torre constituye uno de los extremos de la urbanización llamada Torrenova. El solar donde se ubica la torre no se ha visto urbanizado ni transformado excepto en cuanto al camino de acceso, desde la calle hasta la torre, y dos construcciones que se sitúan muy próximas a la torre. Se trata de dos chalets con una apariencia de primera mitad del siglo XX (en la fotografía aérea de 1956 ya aparece claramente, al menos el situado en el lado de levante de la torre, entre la torre y el mar, con una configuración que parece similar a la actual). Los dos chalets se Tobeña actualmente abandonados y con un estado de conservación bastante precario. En la zona cercana al mar se pueden observar restos de puntos de extracción de piedra que quizá sirviera para la construcción de la torre.

## Descripción
Se trata de una torre de defensa ligeramente troncocónica, con un basamento de altura variable rematado con un cordón. Las piezas del paramento de piedra tienen un tamaño decreciente de abajo hacia arriba. La puerta se sitúa en el lado de tierra (ponente) y en la vertical de la puerta se conservan los restos de un matacán para protegerla. El murete de remate de la torre es más alto en la parte de tierra y presenta una ventana con dintel triangular. Al otro lado de la fachada, en eje con la puerta se encuentra una ventana, orientada hacia levante. En cubierta conserva restos de la cubierta de la escalera (modificadas) y restos de la chimenea (modificado). En el lado mar de la torre, pero no ubicado sobre el eje del portal principal se encuentra un portal, que permite el acceso a nivel de planta baja, a nivel de cota del terreno. 
En cuanto a los acabados, la fachada presenta un revestimiento continuo que deja entrever en una pequeña proporción la piedra de la mampostería. La cámara principal se encuentra a unos cuatro metros de altura sobre el terreno natural, tiene bóveda esférica, de mayores dimensiones que otras torres de señales. El acceso original es un portal adintelado, hecho a base de dos piezas de marés cortado, como las jambas. A la derecha de la entrada original hay una escalera de caracol que da acceso a la planta superior, y a continuación el brocal de un aljibe. Ante la puerta hay una ventana tronera dirigida hacia el mar, y junto a ella una escalera de caracol moderna, que conduce a la puerta actual. El interior de la cámara principal ha sido modificado, sobre todo la chimenea. La escalera que conduce a la terraza superior tiene una llegada protegida por una garita de nueva factura, que debe ocupar el lugar de una anterior. La cámara principal presenta un acabado con varias capas de revestimientos continuos con morteros tradicionales y un acabado encalado blanco, y un pavimento de encachado que seguramente es de alguna reforma, tal vez la misma que modificó la chimenea.

## Estado de conservación
El estado de conservación tipológico es bueno, en el sentido de que no se observan añadidos de épocas recientes que afecten sus rasgos esenciales, si bien es cierto que se ha hecho varias modificaciones, como el referido al acceso por planta baja o en la cámara principal o las intervenciones en cubierta de refacción de cubierta de la escalera y de la chimenea.
Estructuralmente la torre no presenta patologías graves que puedan poner en peligro su estabilidad estructural. Aun así, tanto el coronamiento, donde ha crecido una higuera, como los muros y en la base hay invasión de vegetación que ha arraigado en las fábricas y que contribuye negativamente a la conservación del elemento, facilitando la degradación de las fábricas. Observan lagunas con pérdida de morteros de revestimiento, falta de cohesión y mortero de juntas, lo que junto con su exposición a la intemperie favorecen la penetración de agua y debilitamiento de las fábricas. Hay orientaciones en mucho mejor estado de conservación que las demás.
En la cubierta también ha crecido la vegetación y el murete de la cubierta está parcialmente deshecho, resultado de la combinación de los efectos de la vegetación y el vandalismo.
La cámara principal presenta degradación con respecto a su estado de conservación interior, con pérdida de morteros, penetración de humedades por la escalera de acceso a la cubierta y actos de vandalismo.
En cuanto al estado de conservación del entorno, hay que referirse, por un lado, a la posibilidad de conexión visual de esta torre con las sucesivas. Esta posibilidad ha perdurado hasta la actualidad. En cuanto al entorno inmediato del bien, destaca la construcción de dos viviendas unifamiliares, situadas en la misma parcela, entre la torre y el mar, que se encuentran actualmente en estado de abandono. Aparte de estos, el resto de parcelas no ha sido edificada y está cubierta de vegetación (sotobosque mediterráneo, pinar, y alguna planta que debía corresponder al jardín de los chalets. La torre resulta también visible desde la vía pública desde la que actualmente se accede (calle Torrenova).